# غلين ميرفي
غلين ميرفي (بالإنجليزية: Glenn Murphy)‏ هو كاتب للأطفال بريطاني، ولد في 1957.